# بيت اليجارت
بيت اليجارت (بالفرنسية: Piet Allegaert)‏ (و. 1995  م) هو راكب دراجة هوائية بلجيكي.

## سجل الفوز

### سباقات أو مراحل فاز بها
| التاريخ        | السباق                     | المركز                      |
| -------------- | -------------------------- | --------------------------- |
| 29 مايو 2016   | Paris–Roubaix Espoirs 2016 | السابع في التصنيف العام     |
| 30 مارس 2017   | ثلاثة أيام من دي بان 2017  |                             |
| 09 أبريل 2017  | سباق باريس روبيه 2017      | المرتبة 17 في التصنيف العام |
| 18 يونيو 2017  | ستير زي إل إم تور 2017     | الثاني في تصنيف الجبال      |
| 13 أغسطس 2017  | طواف بينك بانك 2017        | الفائز في تصنيف القتال      |
| 19 مايو 2019   | أربعة أيام من دونكيرك 2019 | الثامن في تصنيف أفضل شاب    |
| 09 يونيو 2019  | طواف لوكسمبورغ 2019        | العاشر في تصنيف أفضل شاب    |
| 26 يونيو 2019  | هالي إنجويجم 2019          | الثامن في التصنيف العام     |
| 03 أكتوبر 2019 | طواف مونستر 2019           | الثامن في التصنيف العام     |
| 05 أكتوبر 2019 | سباق يوروميتروبول 2019     | الفائز في التصنيف العام     |
| 14 مارس 2020   | باريس-نايس 2020            | الثامن في تصنيف أفضل شاب    |

## روابط خارجية
- بيت اليجارت على موقع الاتحاد الدولي للدراجات (الإنجليزية)
- بيت اليجارت على موقع أرشيف الدراجات (الإنجليزية)
- بيت اليجارت على موقع إحصائيات الدراجات الإحترافية (الإنجليزية)
- بيت اليجارت على موقع نسبة الدراجات (الإنجليزية)
- بيت اليجارت على موقع CycleBase (الإنجليزية)